# Камінський Анатоль Григорович
Анатоль Григорович Камінський (17 травня 1925, Кошляки, нині Скориківська сільська громада, Тернопільський район, Тернопільська область — 28 травня 2019, Варвік, Нью-Йорк, США) — український політичний і громадський діяч, публіцист, правник. Голова Проводу ОУНЗ з червня 1991 року. Лавреат Міжнародної премії ім. П. Орлика (1994). Дійсний член НТШ (з 2000).

## Життєпис
Народився 17 травня 1925 року в селі Кошляки Збаразького повіту (тепер Скориківська сільська громада, Тернопільський район, Тернопільська область).
У 1943 році закінчив гімназію у Львові. Вивчав право в Українському вільному університеті в Мюнхені до 1953 року.
Протягом 1956–1959 років навчався у Лондонській школі економічних і політичних наук (Англія) за спеціалізацією — «теорія і практика дипломатії».
З 1960 до 1980 року працював на різних посадах у видавничому об'єднанні «Пролог» в Нью-Йорку, був його секретарем, заступником голови (1973–1980).
Протягом 1983–1989 був керівником Української служби Радіо Свобода в Мюнхені.
Друкувався в журналах «Сучасність», «Український самостійник», щоденнику «Свобода». З 1989 р. викладає міжнародні відносини і міжнародне публічне право в УВУ. Читав лекції в Інституті міжнародних відносин у Києві, Львівському державному університеті ім. І. Франка.

### Політична діяльність
Протягом 1954–1958 років займав посаду Голови Екзекутиви Закордонних Частин ОУН — ОУН за кордоном (ОУНз). У 1973–1981 роках — член Президії Середовища Української головної визвольної ради (УГВР) та заступник Голови Середовиша УГВР у 1981–1995 роках.
Голова ОУНЗ від червня 1991 року і Голова Політичної Ради Середовища УГВР від квітня 1995 року.
Помер 28 травня у Варвіку, Нью-Йорк‚ похований на цвинтарі св. Духа у Гемптонбургу‚ Нью-Йорк.

## Творчий доробок
Автор 14 книг, в тому числі:
- „На новому етапі“ (1965) [Архівовано 22 січня 2021 у Wayback Machine.],
- „За сучасну концепцію української революції“ (1970) [Архівовано 23 січня 2021 у Wayback Machine.],
- „Динаміка визвольної боротьби“ (1973) [Архівовано 18 липня 2020 у Wayback Machine.],
- „Між двома революціями“ (1974) [Архівовано 26 листопада 2020 у Wayback Machine.],
- „До перспектив нашої політики“ (1977) [Архівовано 28 вересня 2019 у Wayback Machine.],
- „Яка орієнтація?“ (1981) [Архівовано 26 жовтня 2020 у Wayback Machine.],
- „Край, еміграція і міжнародні закуліси“ (1982) [Архівовано 30 листопада 2020 у Wayback Machine.],
- „На перехідному етапі“ (1990) [Архівовано 6 серпня 2020 у Wayback Machine.],
- „Від насильної до мирної революції“ (1990) [Архівовано 27 січня 2021 у Wayback Machine.],
- „Василь Охримович“ (1999) [Архівовано 17 січня 2021 у Wayback Machine.],
- підручник „Основи міжнародних відносин“ (2001) та ін.